# Ornebius acutus
Ornebius acutus är en insektsart som beskrevs av Lucien Chopard 1931. Ornebius acutus ingår i släktet Ornebius och familjen Mogoplistidae. Inga underarter finns listade i Catalogue of Life.